# Steinkjerbrücke
Die häufig Steinkjerbrücke genannte, eigentlich namenlose Straßenbrücke in der norwegischen Stadt und Kommune Steinkjer in der Provinz (Fylke) Trøndelag führt die Ortstraße Nedre Mølleveg über die Steinkjerelva.
Die von Per Tveit entworfene und 1963 eröffnete Brücke gilt als die erste Netzwerkbogenbrücke der Welt.
Die etwas abseits, östlich der Ortsmitte stehende Brücke ist nicht mit den drei in der Ortsmitte stehenden Brücken zu verwechseln: die eigentliche Steinkjerbrua, eine Spannbetonbrücke mit vier Öffnungen, die den Kongens gate über die Steinkjerelva führt, die stählerne Eisenbahnbrücke und 
die Sneppenbrua mit sechs Öffnungen, die die Europastraße 6 über das Gewässer führt.
Die 93,75 m lange und 10 m breite Steinkjerbrücke hat 79,75 m weite stählerne Netzwerkbögen mit einem dreieckigen Hohlquerschnitt, die durch einen K-förmigen Windverband versteift werden. Der Fahrbahnträger ist eine dünne, an den Rändern verstärkte Spannbetonplatte.
2007 berichtete Per Tveit in einer Konferenz, dass die Brücke nach wie vor in gutem Zustand sei.